# 高異齒鰋
高異齒鰋，為輻鰭魚綱鯰形目鮡科的其中一種，為熱帶淡水魚類，分布於亞洲寮國湄公河流域，體長可達13.8公分，棲息在底層水域，生活習性不明。

## 扩展阅读
維基物種上的相關：高異齒鰋